# إنترلوكين 17ج
إنترلوكين 17C (بالإنجليزية: Interleukin 17C)‏ هو بروتين بشري وأحد أفراد مجموعة إنترلوكين 17.